# Manfred Feist
Manfred Feist (Halle, 1930. április 6. – Berlin, 2012. december 17.) német politikus és pártfunkcionárius. A SED színeiben a Külföldi Információs Főosztály Központi Bizottságának igazgatója volt.
Ismertsége egy házassággal nőtt meg, amikor nővére, Margot hozzáment a magas rangú politikus Erich Honeckerhez. Ennek eredményeképpen Manfrednak a sógoraként irányította de facto az országot 1971 és 1989 között. Az évek során Manfred Feisttel többet foglalkozott a média, mint egy átlagos, vele hasonló pozícióban dolgozó politikussal, még külföldön is.
Több díjat is elnyert.